# Resti
Resti (izvirno Rösti) je bil na začetku zajtrk švicarskih kmetov, znan v kantonu Bern. Danes je narodna jed v nemško govorečem delu Švice.
Resti se pripravi iz naribanega krompirja, ki se speče. Lahko se obogati z dodatki (na primer slanina, čebula, sir, jabolka ali sveža zelišča). 
V kulinaričnih krogih Švice obstaja ostra razprava o pravilnem pripravljanju restija. Predvsem se mnenja razlikujejo v tem ali se naj uporabi kuhan ali surov krompir in katera vrsta krompirja je najprimernejša.
Če se boste odločili pripraviti to enostavno in okusno jed, upoštevajte naslednje pravilo:
- če bo resti priloga mesu z omako mora imeti možnost vpijanja omake in ga pripravite iz kuhanega krompirja;
- če bo samostojna jed in pečen, na primer skupaj s sirom, je priporočljiva uporaba surovega krompirja.